# Bixby (assistant virtuel)
Pour les articles homonymes, voir Bixby.
Chronologie des versions
S Voice
Bixby est le nom d'un assistant virtuel, vocal, développé par Samsung Electronics, il remplace S Voice, l'assistant vocal de Samsung mis en place en 2012 avec le Galaxy S III,.

## Histoire
Cet assistant vocal a été annoncé par Samsung Electronics le 20 mars 2017. Bixby a été introduit en même temps que les Samsung Galaxy S8 et S8+ au cours de l'événement Samsung Galaxy Unpacked 2017, qui a eu lieu le 29 mars 2017,. Bixby peut également être téléchargé sur les anciens appareils Galaxy tournant sous Android Nougat.
En mai 2017, Samsung annonce que Bixby serait intégré à sa ligne de réfrigérateurs Hub 2.0, premier produit non mobile utilisant un assistant virtuel.
L'assistant virtuel Bixby est annoncé en version 2.0 lors de la Developer Conference de San Francisco le 18 octobre 2017. Cette nouvelle version est censée combler les lacunes de la première version de l'assistant vocal. C'est à cette occasion que Samsung a dévoilé un SDK pour rapprocher les développeurs de l'assistant vocal.

## Caractéristiques
Bixby est composé de trois parties :
- Bixby Voice, avec Bixby Voice, l'utilisateur peut déclencher Bixby en l'appelant ou en appuyant et en maintenant le bouton situé en dessous du bouton volume, surnommé le Bixby Bouton.
- Bixby Vision, Bixby Vision est intégré dans l'application de l'appareil photo et permet de « voir » une réalité augmentée identifiant les objets en temps réel, rechercher différents services, et proposer à l'utilisateur d'acheter ces objets (s'ils sont disponibles). Bixby Vision est également capable de traduire un texte, lire des codes QR et reconnaître des points de repère[10].
- Bixby Home[11], il peut être trouvé en balayant l'écran vers la droite sur l'écran d'accueil. Un défilement vertical fournit liste des informations avec lesquelles Bixby peut interagir, par exemple les conditions météorologiques, l'activité physique, et les boutons de contrôle de la maison connectée[12].

## Les langues et les pays de disponibilité
Bixby est disponible en anglais (Royaume-Uni), anglais (États-Unis), anglais (Inde), coréen, français, allemand, italien, espagnol, portugais et mandarin ; dans le cas du mandarin il est uniquement disponible sur les appareils officiellement vendus en Chine continentale. Il prend également en charge la recherche contextuelle et la recherche visuelle.
Samsung a signalé que Bixby ne sera pas opérationnel pour la version États-Unis des Samsung Galaxy S8 et S8+ lorsque ces appareils sont livrés aux consommateurs à compter du 21 avril 2017. Samsung a déclaré que les principales caractéristiques de Bixby, y compris vision, accueil et rappel, seront disponibles avec le lancement mondial de ces téléphones intelligents. Bixby Voice aurait dû être disponible dans la version États-Unis des Galaxy S8 et S8+ plus tard au printemps 2017. Cependant, la sortie de la version anglaise a été reportée car Samsung avait des problèmes pour que Bixby comprenne pleinement l'anglais américain.